# Money and Cigarettes
| Оценки критиков  | Оценки критиков |
| Источник         | Оценка          |
| ---------------- | --------------- |
| Allmusic         | [ 1 ]           |
| Rolling Stone    | [ 2 ]           |
| Robert Christgau | B+              |

Money and Cigarettes (рус. Деньги и сигареты) — восьмой студийный альбом Эрика Клэптона, выпущенный в 1983 году. На обложке изображён Клэптон с сигаретой в руке, стоящий рядом со стекающей со стола гитарой. Клэптон объяснял выбор названия альбома так: «Это всё, что, как я считал, у меня осталось» после (первого) излечения от алкоголизма. Сингл с этого альбома «I've Got a Rock 'n' Roll Heart» достиг 18 места в американских чартах, но был менее успешен в Великобритании, где он не смог попасть даже в Top 50.

## Список композиций
1. «Everybody Oughta Make a Change» (Слипи Джон Эстес) — 3.16
2. «The Shape You’re In» (Клэптон) — 4.08
3. «Ain’t Going Down» (Клэптон) — 4.01
4. «I've Got a Rock 'n' Roll Heart[англ.]» (Стив Даймонд, Трой Силс[англ.], Эдди Сетзер) — 3.13
5. «Man Overboard» (Клэптон) — 3.45
6. «Pretty Girl» (Клэптон) — 5.29
7. «Man in Love» (Клэптон) — 2.46
8. «Crosscut Saw[англ.]» (Р. Дж. Форд) — 3.30
9. «Slow Down Linda» (Клэптон) — 4.14
10. «Crazy Country Hop» (Джонни Отис) — 2.46

## Участники записи
- Эрик Клэптон — гитара, слайд-гитара, вокал
- Рай Кудер — гитара
- Альберт Ли — гитара, клавишные, вокал
- Дональд "Дак" Данн[англ.] — бас-гитара
- Роджер Хоукинс[англ.] — ударные
- Чак Киркпатрик — бэк-вокал
- Джон Самбатаро — бэк-вокал
- Питер Солли — орган Хаммонда

## Позиция в чартах

### Альбом
| Год  | Чарт              | Позиция |
| ---- | ----------------- | ------- |
| 1983 | The Billboard 200 | 16      |

### Синглы
| Год  | Сингл                            | Чарт                   | Позиция |
| ---- | -------------------------------- | ---------------------- | ------- |
| 1983 | «Ain’t Going Down»               | Mainstream Rock Tracks | 32      |
| 1983 | «I've Got a Rock 'n' Roll Heart» | Adult Contemporary     | 6       |
| 1983 | «I've Got a Rock 'n' Roll Heart» | Mainstream Rock Tracks | 24      |
| 1983 | «I've Got a Rock 'n' Roll Heart» | Billboard Hot 100      | 18      |